# A fondo
A fondo fue un programa de entrevistas dirigido y presentado por el periodista español Joaquín Soler Serrano. Se emitió a través de La 2 de Televisión Española entre 1976 y 1981.

## Formato
El programa, con una duración de aproximadamente 60 minutos, acogía a una personalidad del ámbito artístico, literario y científico de la época. 
A lo largo de su trayectoria más de 80 personalidades fueron entrevistados por Soler Serrano aunque en alguna ocasión, como Jorge Luis Borges, acudiera en dos ocasiones. Entre ellos estuvieron Teresa de Calcuta, Juan Rulfo, Salvador Dalí, Josep Pla, Julio Cortázar, Mario Benedetti, Jorge Luis Borges, Mario Vargas Llosa, Atahualpa Yupanqui, Rafael Alberti, Chabuca Granda, Elia Kazan, Juan Manuel Fangio o Silvio Fanti.

"La entrevista es comunicación, un ejercicio cotidiano intenso sin el cual sería imposible vivir"
Joaquín Soler Serrano (Diario El País, 2007) 

Considerado por el Grupo Joly uno de los cien mejores programas de la historia de la televisión en España.

## Entrevistados

### Actores
- Adolfo Marsillach - 11 de agosto de 1980
- Alberto Sordi - 1 de octubre de 1978
- Geraldine Chaplin - 9 de abril de 1976
- Imperio Argentina - 27 de febrero de 1976
- Ingrid Thulin - 16 de marzo de 1980
- José Luís López Vázquez - 2 de febrero de 1981
- Luis Alcoriza - 24 de noviembre de 1980
- Marcello Mastroianni - 19 de marzo de 1978
- María Casares - 26 de abril de 1981
- Núria Espert - 3 de diciembre de 1978
- Sophia Loren - 30 de diciembre de 1979
- Peter Ustinov - 29 de agosto de 1976

### Antropólogos
- Julio Caro Baroja - 14 de noviembre de 1976

### Arquitectos
- Ricardo Bofill - 2 de mayo de 1976

### Cantantes
- Alfredo Zitarrosa
- Atahualpa Yupanqui - 25 de septiembre de 1977
- Chabuca Granda -  2 de enero de 1977
- Facundo Cabral - 2 de julio de 1978
- Joan Manuel Serrat - 13 de noviembre de 1977
- Julio Iglesias - 3 de mayo de 1981
- Libertad Lamarque -  17 de octubre de 1976
- Matilde Urrutia - 24 de octubre de 1976
- Raphael - 25 de diciembre de 1977

### Caricaturistas
- Joaquín Salvador Lavado ("Quino") - 7 de agosto de 1977

### Científicos
- Francisco Grande Covián - 16 de mayo de 1976
- Joan Oró - 23 de enero de 1976
- Josep Trueta - 27 de junio de 1976
- Louis Leprince-Ringuet - 1980
- Severo Ochoa - 13 de junio de 1976

### Cineastas
- Alberto Lattuada
- Bernardo Bertolucci - 18 de diciembre de 1977
- Carlos Saura - 6 de febrero de 1976
- Elia Kazan
- Emilio Fernández - 2 de mayo de 1976
- Federico Fellini - 8 de mayo de 1977
- Franco Zeffirelli - 12 de abril de 1980
- Gillo Pontecorvo - 18 de febrero de 1978
- Leopoldo Torre Nilsson - 1976
- Liliana Cavani
- Luigi Comencini
- Luis García Berlanga - 3 de febrero de 1980
- Marco Ferreri
- Néstor Almendros - 14 de mayo de 1978
- Otto Preminger - 27 de octubre de 1980
- Roberto Rossellini - 24 de abril de 1977
- Roman Polanski - 10 de noviembre de 1980

### Compositores
- Joaquín Rodrigo -  6 de febrero de 1976
- Frederic Mompou - 5 de marzo de 1976
- José Iturbi - 18 de abril de 1976
- Alberto Ginastera  - 26 de agosto de 1979
- Pablo Sorozábal - 4 de noviembre de 1979
- Ennio Morricone - 8 de septiembre de 1980
- Federico Moreno Torroba - 1980

### Docentes
- Pedro Grases González - 1980

### Economistas
- Josep Jané Solà - 11 de diciembre de 1976
- Wassily Leontief

### Escritores
- Alain Robbe-Grillet - 14 de julio de 1980
- Alejo Carpentier - 27 de febrero de 1977
- Aleksandr Zinóviev. 1980
- Alfonso Grosso - 1980
- Álvaro Cunqueiro - 5 de febrero de 1978
- Antonio Buero Vallejo - 31 de octubre de 1976
- Antonio Di Benedetto - 17 de septiembre de 1978
- Antonio Gala
- Antonio Skármeta - 11 de febrero de 1979
- Aquilino Duque
- Arturo Uslar Pietri - 12 de octubre de 1977
- Augusto Roa Bastos - 5 de diciembre de 1976
- Camilo José Cela - 16 de enero de 1976
- Carlos Barral - 30 de octubre de 1976
- Carlos Fuentes - 21 de agosto de 1977
- Carmen Martín Gaite - 6 de abril de 1981
- Dámaso Alonso - 18 de marzo de 1979
- Diego Fabbri
- Dominique Lapierre
- Elisabeth Mulder - 31 de diciembre de 1978
- Ernesto Giménez Caballero - 31 de julio de 1977
- Ernesto Sabato - 3 de abril de 1977
- Eugène Ionesco
- Fernando Fernán Gómez - 22 de septiembre de 1980
- Francisco Ayala - 11 de diciembre de 1977
- Francisco Candel - 1980
- Francisco Umbral - 24 de julio de 1977
- Frederick Forsyth
- Gabriel Celaya - 26 de febrero de 1978
- Héctor Rojas Herazo - 1980
- Lanza del Vasto - 11 de marzo de 1979
- Gonzalo Torrente Ballester - 2 de abril de 1976
- Guillermo Cabrera Infante - 11 de julio de 1976
- Jesús Fernández Santos - 10 de junio de 1979
- Joan Brossa - 25 de septiembre de 1977
- Jorge Amado -  7 de abril de 1980
- Jorge Edwards - 19 de marzo de 1976
- Jorge Luis Borges - 8 de septiembre de 1976 y 26 de mayo de 1980
- Jorge Semprún - 7 de agosto de 1977
- José Donoso - 19 de septiembre de 1976
- José García Nieto - 21 de julio de 1981
- José Luis de Vilallonga - 10 de febrero de 1980
- José María Castellet - 1980
- José María Gironella - 20 de noviembre de 1977
- Josep Pla - 8 de diciembre de 1976
- Juan Carlos Onetti - 26 de septiembre de 1976
- Juan García Hortelano - 2 de diciembre de 1979
- Juan Larrea - 24 de diciembre de 1978
- Juan Marichal - 15 de diciembre de 1980
- Juan Rulfo - 17 de abril de 1977
- Julio Cortázar - 20 de marzo de 1977
- Luis Rosales - 23 de octubre de 1977
- Lydia Cabrera - 17 de mayo de 1981
- Manuel Mujica Láinez - 19 de junio de 1977
- Manuel Puig - 30 de octubre de 1977
- Manuel Scorza - 18 de septiembre de 1977
- Manuel Vázquez Montalbán - 21 de octubre de 1979
- Marguerite Duras - 3 de junio de 1979
- Mario Benedetti - 6 de agosto de 1978
- Mario Vargas Llosa - 27 de marzo de 1976
- Mercè Rodoreda - 2 de junio de 1980
- Miguel Delibes - 23 de enero de1976
- Milan Kundera - 6 de enero de 1980
- Octavio Paz - 26 de junio de 1977
- Pedro Lezcano Montalvo
- Rafael Alberti - 3 de julio de 1977
- Ramón J. Sender - 4 de julio de 1976
- Rosa Chacel - 25 de abril de 1976
- Salvador Espriu - 19 de diciembre de 1976
- Severo Sarduy - 5 de marzo de 1978
- Terenci Moix - 17 de noviembre de 1980
- Teresa Pàmies - 31 de julio de 1977
- Ulyses Petit de Murat - 30 de marzo de 1980

### Escultores
- Frederic Marès - 5 de noviembre de 1978
- Miguel Berrocal
- Pablo Serrano
- Xavier Corberó - 9 de abril de 1976

### Especialistas de arte
- Matías Díaz Padrón
- Xavier de Salas Bosch

### Exploradores
- Alejandro Laime

### Filósofos
- José Ferrater Mora - 18 de julio de 1976
- José Luis López Aranguren - 12 de noviembre de 1978
- Juan David García Bacca - 19 de agosto de 1978
- Julián Marías - 15 de agosto de 1976
- Régis Debray
- Salvador Pániker - 1980

### Humoristas
- Enrique Herreros - 11 de julio de 1976
- Miguel Gila - 7 de noviembre de 1976

### Ingenieros
- Alejandro Goicoechea - 2 de septiembre de 1979

### Líderes religiosos
- Teresa de Calcuta - 21 de junio de 1980

### Lingüistas
- Francesc de Borja Moll - 1 de abril de 1979

### Médicos
- Christiaan Barnard - 1980
- Ramón Castroviejo Briones - 29 de octubre de 1978
- Silvio Fanti
- Salvador Liotta

### Músicos
- Regino Sainz de la Maza - 16 de enero de 1976
- Narciso Yepes - 12 de marzo de 1976
- Alicia de Larrocha - 19 de marzo de 1976
- Andrés Segovia - 9 de mayo de 1976
- Alirio Díaz - 24 de julio de 1977
- Arthur Rubinstein - 4 de septiembre de 1977
- Nicanor Zabaleta - 1 de enero de 1978
- Antonio Baciero - 1980
- Enrique García Asensio
- Yehudi Menuhin

### Periodistas
- Ángel Zúñiga Izquierdo - 23 de marzo de 1981
- Indro Montanelli
- Jean-Jacques Servan-Schreiber
- José Ortega Spottorno - 16 de mayo de 1976
- José Pardo Llada
- Juan Aparicio López
- Néstor Luján
- Rafael Martínez Nadal - 16 de julio de 1978
- Roberto Gervaso - 1980

### Pilotos
- Hans-Ulrich Rudel
- Indalecio Rego. 1980.
- Juan Manuel Fangio - 1977

### Pintores
- Antoni Tàpies
- Antonio Saura - 6 de junio de 1976
- Benjamín Palencia - 12 de marzo de 1976
- Elmyr de Hory - 11 de diciembre de 1976
- Félix Revello de Toro - 29 de agosto de 1976
- Godofredo Ortega Muñoz
- Gregorio Prieto -  6 de febrero de 1976
- Joan Ponç - 13 de junio de 1976
- Manuel Viola - 2 de enero de 1977
- Maruja Mallo - 14 de abril de 1980
- Modest Cuixart - 19 de marzo de 1976
- Oswaldo Guayasamín - 27 de febrero de 1976
- Rafael Durancamps - 30 de enero de 1977
- Salvador Dalí - 27 de noviembre de 1977

### Políticos
- Huséin I de Jordania
- Josep Tarradellas
- Luis Alberto Machado -  6 de marzo de 1977
- Omar Torrijos
- Richard Nixon - 5 de mayo de 1980
- Susanna Agnelli
- Victoria Kent - 28 de enero de 1979

### Sociólogos
- Juan José Linz - 17 de julio de 1977